# Дружинин, Андрей Алексеевич
 Андрей Алексеевич Дружинин (20.12.1916 — 08.11.1992) — разведчик 49-го стрелкового полка (50-я стрелковая дивизия, 52-я армия, 1-й Украинский фронт), младший сержант, участник советско-финляндской войны 1939—1940 годов и Великой Отечественной войны. кавалер ордена Славы трёх степеней.

## Биография
Родился 20 декабря 1916 года в селе Полибино ныне Задонского района Липецкой области, в семье крестьянина. Русский. В 1931 году окончил начальную школу. Работал в колхозе «Дружба». В Красной армии с мая 1937 года.
На фронте в Великую Отечественную войну с июля 1941 года. В августе 1941 года был ранен. Вернулся на фронт только в марте 1944 года. С этого времени воевал в составе 49-го стрелкового полка 50-й стрелковой дивизии, был командиром стрелкового отделения, затем разведчиком.
5 июня 1944 года у населённого пункта Редиу Митрополия (15 км северо- западнее города Яссы, Румыния) красноармеец Дружинин под огнём поднял свое отделение в атаку, ворвался в траншею противника. В короткой схватке лично уничтожил из автомата 3 пехотинцев. Бойцы удержали занятый рубеж,	невзирая на контратаки врага.
Приказом по частям 50-й стрелковой дивизии (№ 21/и) от 18 июня 1944 года красноармеец Дружинин Андрей Алексеевич награждён орденом Славы 3-й степени.
24 января 1945 года в бою у деревни Ульборсдорф (в районе города Сыцув, Польша) первым ворвался на огневые позиции вражеской батареи, уничтожил орудийный расчёт, взял в плен 4 солдат противника и захватил исправную пушку.
Приказом по войскам 52-й армии (№ 26/н) от 9 февраля 1945 года сержант Дружинин Андрей Алексеевич награждён орденом Славы 2-й степени.
16 апреля 1945 года при форсировании реки Нейсе в бою близ населённого пункта Кляйн-Крауш (10 км севернее города Гёрлиц, Германия) действовал смело и решительно. В этом бою уничтожил 8 гитлеровцев и 5 захватил в плен. Гранатами уничтожил 2 огневые точки противника, мешавшие продвижению нашей пехоты.
День Победы встретил в столице Чехословакии городе Праге.
Указом Президиума Верховного Совета СССР от 27 июня 1945 года сержант Дружинин Андрей Алексеевич награждён орденом Славы 1-й степени. Стал полным кавалером ордена Славы.
В октябре 1945 года был демобилизован.
Жил в селе Николаевка Свердловского района Ворошиловградской (ныне Луганской) области Украины. Работал бригадиром овощеводов и на Свердловской птицефабрике. Член КПСС с 1952 года. Скончался 8 ноября 1992 года.

## Награды
- Орден Отечественной войны I степени (6.04.1985)[4]
- Орден Славы 1-й степени[5][2][2]
- Орден Славы 2-й степени (9.02.1945)[6][2]
- Орден Славы 3-й степени (18.6.194)[2]
- Медаль «В ознаменование 100-летия со дня рождения Владимира Ильича Ленина» (6 апреля 1970)
- Медаль «За победу над Германией в Великой Отечественной войне 1941—1945 гг.» (9 мая 1945[7])
- Юбилейная медаль «Двадцать лет Победы в Великой Отечественной войне 1941—1945 гг.» (7 мая 1965[8])
- Юбилейная медаль «Тридцать лет Победы в Великой Отечественной войне 1941—1945 гг.»[9]
- Медаль «Ветеран труда»
- Медаль «30 лет Советской Армии и Флота»[10]
- Юбилейная медаль «40 лет Вооружённых Сил СССР»[11]
- Юбилейная медаль «50 лет Вооружённых Сил СССР» (26 декабря 1967[12])
- Юбилейная медаль «60 лет Вооружённых Сил СССР» (28 января 1978[13])
- Знак «25 лет победы в Великой Отечественной войне» (1970)
- ряд медалей

## Память
На могиле героя установлен надгробный памятник.